# Okręg wyborczy Bristol
Okręg wyborczy Bristol powstał w 1295 r. i wysyłał do angielskiej, a następnie brytyjskiej, Izby Gmin dwóch deputowanych. Okręg obejmował miasto Bristol. Został zniesiony w 1885 r.

## Deputowani do brytyjskiej Izby Gmin z okręgu Bristol
- 1660–1661: John Stephens
- 1660–1681: John Knight I
- 1661–1666: Thomas Butler, 6. hrabia Ossory
- 1666–1678: Humphrey Hooke
- 1678–1681: Robert Cann
- 1681–1685: Thomas Earle
- 1681–1685: Richard Hart
- 1685–1685: John Churchill
- 1685–1689: Richard Crumpe
- 1685–1695: Richard Hart
- 1689–1695: John Knight II
- 1695–1701: Thomas Day
- 1695–1710: Robert Yate
- 1701–1710: William Daines
- 1710–1713: Edward Colston, torysi
- 1710–1727: Joseph Earle
- 1713–1715: Thomas Edwards
- 1715–1722: William Daines
- 1722–1727: Abraham Elton
- 1727–1734: John Scrope
- 1727–1742: Abraham Elton II
- 1734–1739: Thomas Coster
- 1739–1754: Edward Southwell
- 1742–1754: Robert Hoblyn
- 1754–1774: Robert Nugent, wigowie
- 1754–1756: Richard Beckford, torysi
- 1756–1768: Jarrit Smith, torysi
- 1768–1774: Matthew Brickdale, torysi
- 1774–1780: Henry Cruger, wigowie
- 1774–1780: Edmund Burke, wigowie
- 1780–1790: Matthew Brickdale, torysi
- 1780–1781: Henry Lippincott, torysi
- 1781–1784: George Daubeny, torysi
- 1784–1790: Henry Cruger, wigowie
- 1790–1796: Henry Somerset, markiz Worcester, torysi
- 1790–1802: John Baker-Holroyd, 1. baron Sheffield, wigowie
- 1796–1812: Charles Bathurst, torysi
- 1802–1812: Evan Baillie, wigowie
- 1812–1831: Richard Hart Davis, torysi
- 1812–1820: Edward Protheroe I, wigowie
- 1820–1830: Henry Bright, wigowie
- 1830–1835: James Evan Baillie, wigowie
- 1831–1832: Edward Protheroe II, wigowie
- 1832–1837: Richard Vyvyan, Partia Konserwatywna
- 1835–1837: Philip John Miles, Partia Konserwatywna
- 1837–1852: Philip William Skinner Miles, Partia Konserwatywna
- 1837–1870: Francis Berkeley, Partia Liberalna
- 1852–1865: William Gore-Langton, Partia Liberalna
- 1865–1868: Samuel Morton Peto, Partia Liberalna
- 1868–1868: John William Miles, Partia Konserwatywna
- 1868–1885: Samuel Morley, Partia Liberalna
- 1870–1870: Elisha Robinson, Partia Liberalna
- 1870–1878: Kirkham Daniel Hodgson, Partia Liberalna
- 1878–1885: Lewis Fry, Partia Liberalna